# Olympic Tower
De Olympic Tower is een wolkenkrabber in de Amerikaanse stad New York. De bouw van de toren, die staat aan 645 5th Avenue, begon in 1974 en werd in 1976 voltooid. De toren staat vlak naast Saint Patrick's Cathedral.

## Ontwerp
De Olympic Tower is 189 meter hoog en bevat naast 51 bovengrondse verdiepingen, ook 2 ondergrondse etages. Het gebouw is door Skidmore, Owings and Merrill in Internationale Stijl ontworpen en is in zijn geheel bekleed met bruin glas.
De begane grond biedt plaats aan 3.602 vierkante meter voor detailhandel. Daarboven, tot en met 21ste verdieping, vindt men meer dan 23.226 vierkante meter aan kantoorruimte. Op de 22ste bevindt zich een fitnessruimte. De bovenste 29 verdiepingen bevatten 225 appartementen. De woningen zijn bereikbaar via een ingang aan 51st Street. De ingang voor de kantoren bevindt zich in het midden van de arcade op de begane grond.